# Kreisgericht Bergen
Das Kreisgericht Bergen war ein preußisches Kreisgericht in der damaligen Provinz Preußen mit Sitz in der Stadt Bergen auf Rügen.

## Geschichte
1849 wurden in Preußen einheitlich Kreisgerichte geschaffen. Hierbei wurde die Patrimonialgerichtsbarkeit abgeschafft und die Patrimonialgerichte wurden aufgehoben. Auch die eingangs genannten Gerichte wurden aufgehoben und es entstand das Königliche Kreisgericht Bergen im Sprengel des Appellationsgerichts Greifswald. Es war für den Landkreis Rügen zuständig.
Schwurgerichtssachen wurden am Kreisgericht Stralsund verhandelt. Am Gericht waren 1870 ein Direktor und fünf Kreisrichter eingesetzt. 1870 betrug die Zahl der Gerichtseingesessenen 47.048. Gerichtstage wurden in Altenkirchen, Garz und Sagard gehalten.
Im Rahmen der Reichsjustizgesetze wurde das Gerichtswesen in Deutschland 1879 vereinheitlicht. Damit wurde das Kreisgericht Bergen aufgehoben und das königlich preußische Amtsgericht Bergen auf Rügen mit Wirkung zum 1. Oktober 1879 als eines von elf Amtsgerichten im Bezirk des Landgerichtes Greifswald als Nachfolger gebildet.